# Galan (Hautes-Pyrénées)
Pour les articles homonymes, voir Galan.
Galan est une commune française située dans le nord-est du département des Hautes-Pyrénées, en région Occitanie. Sur le plan historique et culturel, la commune est dans la région gasconne de Magnoac, située au Nord du plateau de Lannemezan, qui reprend une partie de l’ancien Nébouzan, qui possédait plusieurs enclaves au cœur de la province de Comminges et a évolué dans ses frontières jusqu’à plus ou moins disparaitre.
Exposée à un climat océanique altéré, elle est drainée par la Baïse-Devant, la Baisole, le ruisseau de Lautan et par divers autres petits cours d'eau. La commune possède un patrimoine naturel remarquable composé d'une zone naturelle d'intérêt écologique, faunistique et floristique.
Galan est une commune rurale qui compte 698 habitants en 2022, après avoir connu un pic de population de 1 426 habitants en 1851. Elle fait partie de l'aire d'attraction de Lannemezan. Ses habitants sont appelés les Galanais ou  Galanaises.

## Géographie

### Localisation
La commune de Galan se trouve dans le département des Hautes-Pyrénées, en région Occitanie.
Elle se situe à 27 km à vol d'oiseau de Tarbes, préfecture du département, à 27 km de Bagnères-de-Bigorre, sous-préfecture, et à 14 km de Tournay, bureau centralisateur du canton de la Vallée de l'Arros et des Baïses dont dépend la commune depuis 2015 pour les élections départementales.
La commune fait en outre partie du bassin de vie de Lannemezan.
Les communes les plus proches sont : 
Recurt (2,4 km), Sabarros (3,0 km), Tournous-Devant (3,1 km), Galez (3,6 km), Libaros (3,9 km), Bonrepos (4,1 km), Monlong (4,9 km), Montastruc (5,2 km).
Sur le plan historique et culturel, Galan fait partie de la région gasconne de Magnoac, située sur le plateau de Lannemezan, qui reprend une partie de l’ancien Nébouzan, qui possédait plusieurs enclaves au cœur de la province de Comminges et a évolué dans ses frontières jusqu’à plus ou moins disparaitre.
Les communes limitrophes sont  Bonrepos, Galez, Libaros, Montastruc, Recurt, Sabarros et Tournous-Devant.
| Libaros    | Tournous-Devant | Sabarros |
| Montastruc | Galan           | Recurt   |
| Bonrepos   | Galez           |          |

### Hydrographie

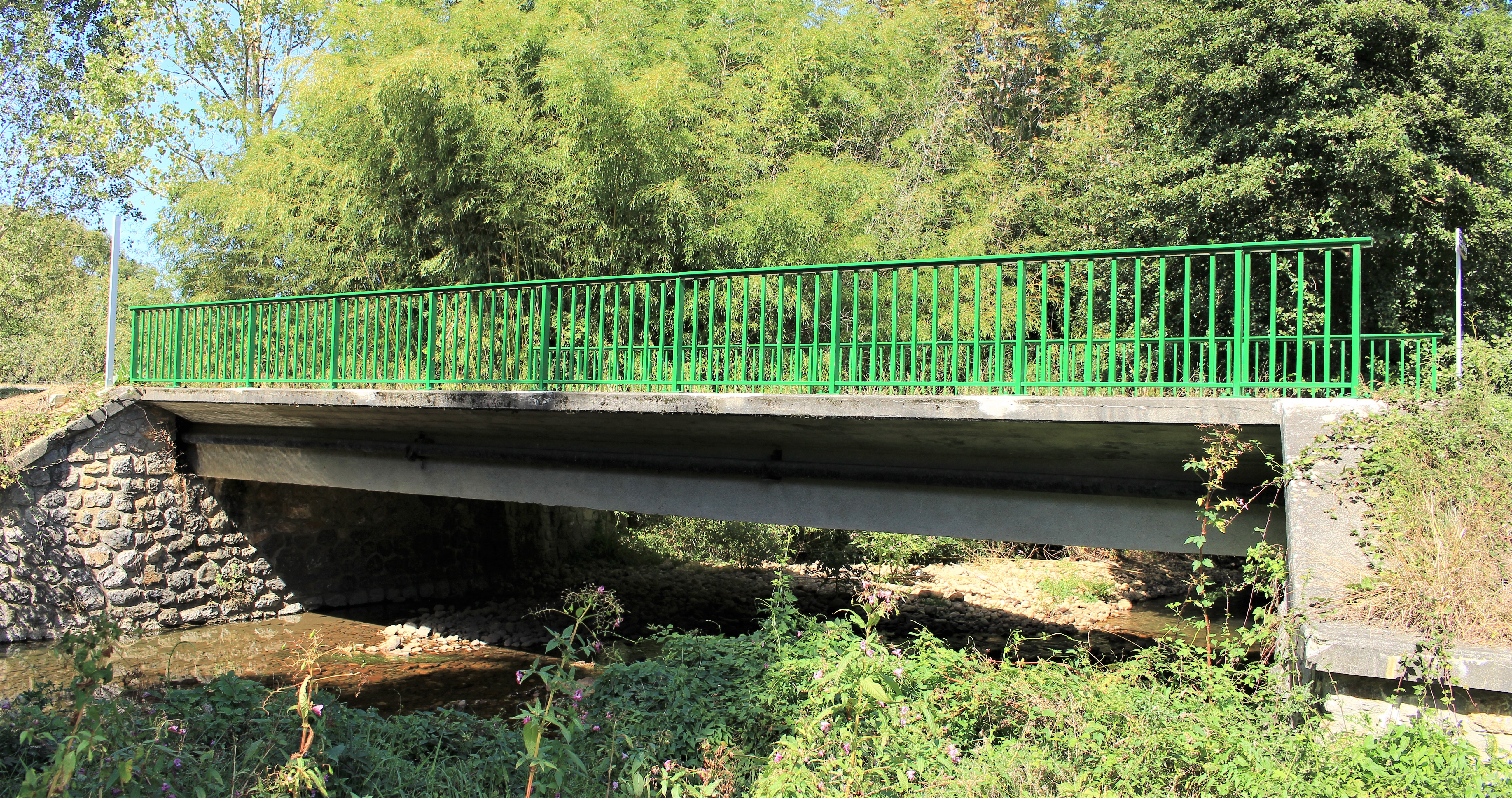
Le pont sur la RD 28 au-dessus de la Petite Baïse.

La commune est dans le bassin versant de la Garonne, au sein du bassin hydrographique Adour-Garonne. Elle est drainée par le Baïse, la Baisole, le ruisseau de Lautan, un bras de la Baïse, le ruisseau de l'Arrousé, le ruisseau de Paloma et par divers petits cours d'eau, constituant un réseau hydrographique de 18 km de longueur totale,.
La Baïse, d'une longueur totale de 187,6 km, prend sa source dans la commune de Capvern et s'écoule vers le nord. Il traverse la commune et se jette dans la Garonne à Saint-Léger, après avoir traversé 52 communes.
La Baisole, d'une longueur totale de 47,2 km, prend sa source dans la commune de Campistrous et s'écoule vers le nord. Il traverse la commune et se jette dans la Baïse à Saint-Michel, après avoir traversé 21 communes.

### Climat
Le climat est tempéré de type océanique, en raison de l'influence proche de l'océan Atlantique situé à peu près 150 km plus à l'ouest. La proximité des Pyrénées fait que la commune profite d'un effet de foehn, il peut aussi y neiger en hiver, même si cela reste inhabituel.
| Mois                              | jan.  | fév.  | mars  | avril | mai   | juin  | jui.  | août  | sep.  | oct.  | nov.  | déc.  | année   |
| --------------------------------- | ----- | ----- | ----- | ----- | ----- | ----- | ----- | ----- | ----- | ----- | ----- | ----- | ------- |
| Température minimale moyenne (°C) | 1     | 2     | 4     | 6     | 9     | 13    | 15    | 15    | 12    | 9     | 4     | 2     | 7,7     |
| Température moyenne (°C)          | 5,2   | 5,6   | 8,4   | 10,1  | 13,8  | 17,8  | 18,6  | 18,8  | 16,4  | 13,5  | 7,5   | 5,5   | 11,8    |
| Température maximale moyenne (°C) | 10    | 11    | 14    | 15    | 19    | 22    | 25    | 25    | 23    | 19    | 14    | 11    | 17,3    |
| Ensoleillement (h)                | 108,8 | 118,8 | 155,6 | 157,2 | 181,3 | 191,5 | 215,5 | 196,4 | 194,5 | 164,4 | 124,4 | 104,4 | 1 912,8 |
| Précipitations (mm)               | 98,6  | 63,3  | 99    | 108,2 | 137   | 87,1  | 72,6  | 70,5  | 69,5  | 81,9  | 101,4 | 97,4  | 1 086   |

### Milieux naturels et biodiversité

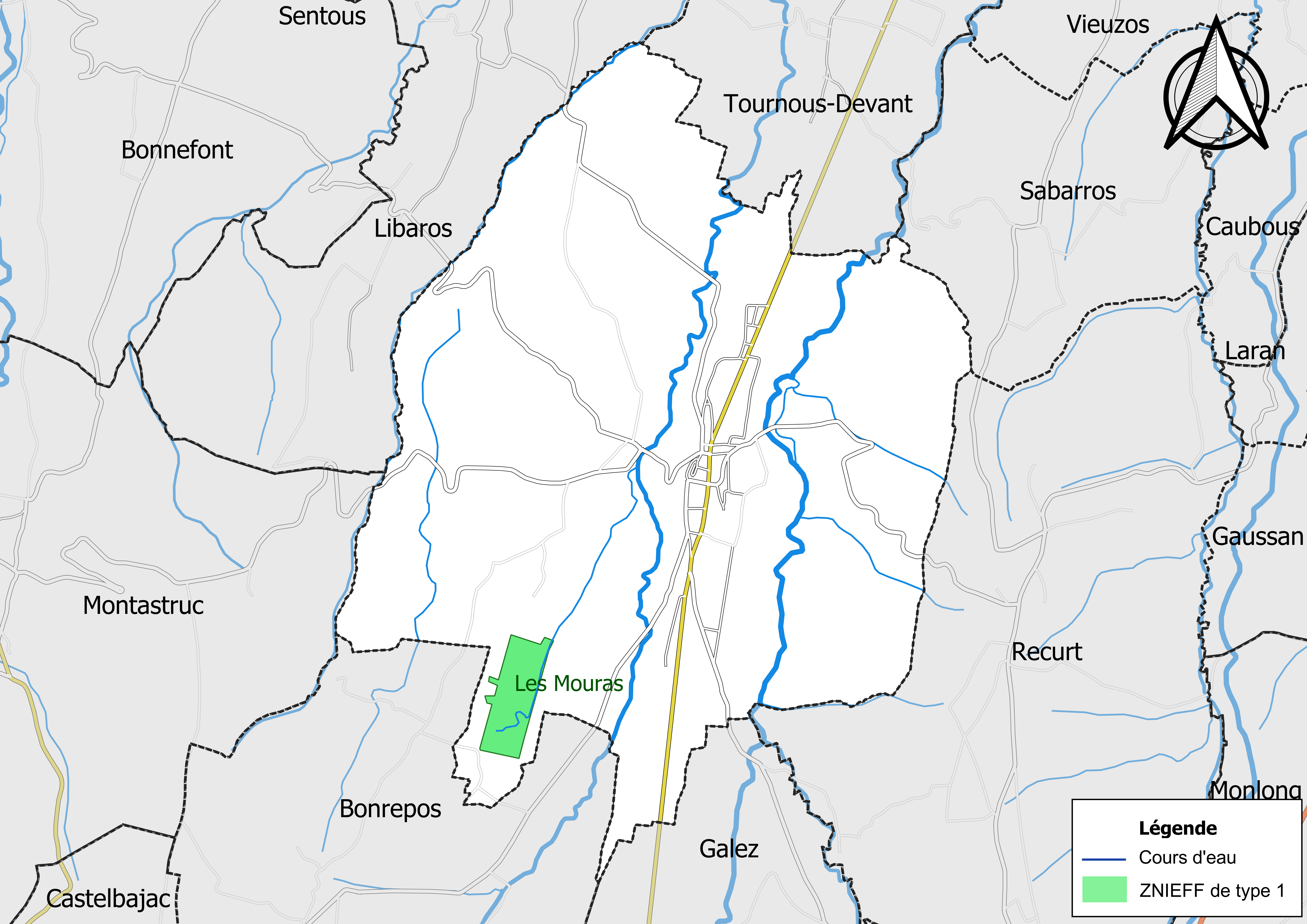
Carte des ZNIEFF de type 1 localisées sur la commune.

L’inventaire des zones naturelles d'intérêt écologique, faunistique et floristique (ZNIEFF) a pour objectif de réaliser une couverture des zones les plus intéressantes sur le plan écologique, essentiellement dans la perspective d’améliorer la connaissance du patrimoine naturel national et de fournir aux différents décideurs un outil d’aide à la prise en compte de l’environnement dans l’aménagement du territoire.
Une ZNIEFF de type 1 est recensée sur la commune :
« les Mouras » (22 ha).

## Urbanisme

### Typologie
Au 1er janvier 2024, Galan est catégorisée commune rurale à habitat dispersé, selon la nouvelle grille communale de densité à sept niveaux définie par l'Insee en 2022.
Elle est située hors unité urbaine. Par ailleurs la commune fait partie de l'aire d'attraction de Lannemezan, dont elle est une commune de la couronne,. Cette aire, qui regroupe 65 communes, est catégorisée dans les aires de moins de 50 000 habitants,.

### Occupation des sols
L'occupation des sols de la commune, telle qu'elle ressort de la base de données européenne d’occupation biophysique des sols Corine Land Cover (CLC), est marquée par l'importance des territoires agricoles (70,7 % en 2018), une proportion sensiblement équivalente à celle de 1990 (70,5 %). La répartition détaillée en 2018 est la suivante : 
zones agricoles hétérogènes (57 %), forêts (25,2 %), terres arables (9,5 %), prairies (4,2 %), zones urbanisées (4,1 %).
L'IGN met par ailleurs à disposition un outil en ligne permettant de comparer l’évolution dans le temps de l’occupation des sols de la commune (ou de territoires à des échelles différentes). Plusieurs époques sont accessibles sous forme de cartes ou photos aériennes : la carte de Cassini (XVIIIe siècle), la carte d'état-major (1820-1866) et la période actuelle (1950 à aujourd'hui).

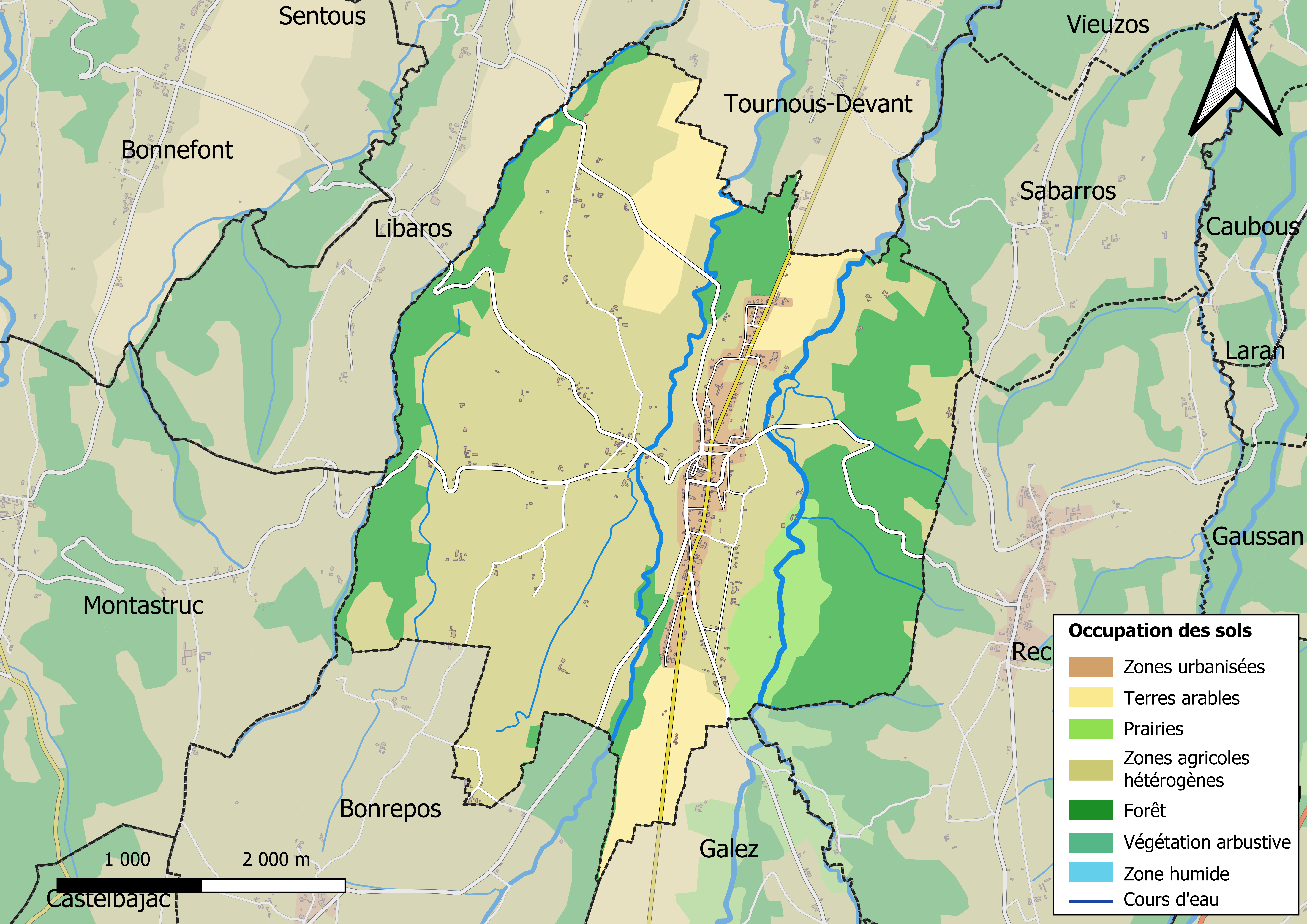
Carte des infrastructures et de l'occupation des sols en 2018 (CLC) de la commune.
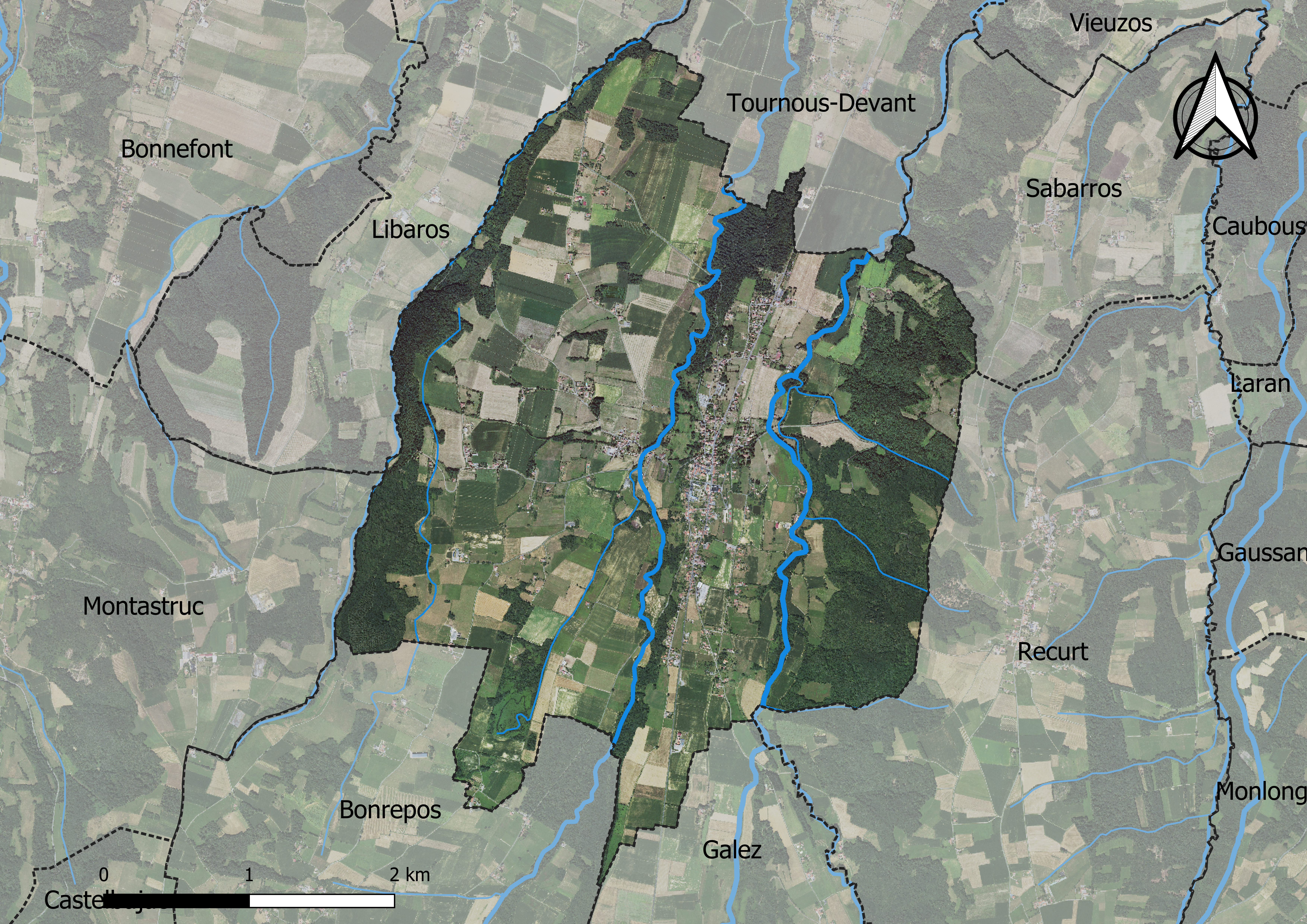
Carte orthophotogrammétrique de la commune.

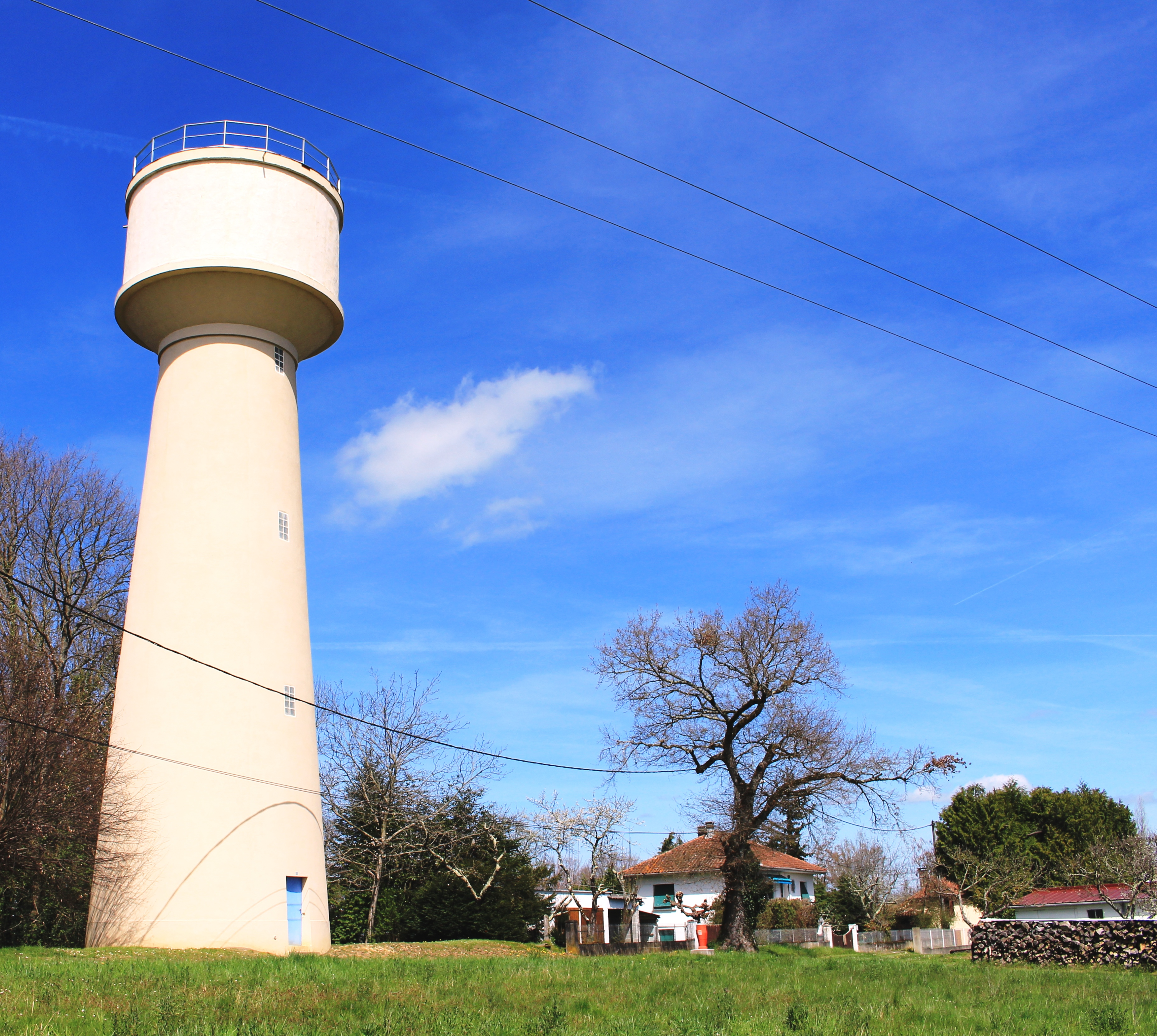
Le château d’eau en 2018.

### Logement
En 2012, le nombre total de logements dans la commune est de 353.

Parmi ces logements, 79,9 % sont des résidences principales, 11,3 % des résidences secondaires et 8,8 % des logements vacants.

### Voies de communication et transports
Cette commune est desservie par la route départementale D 939 et par les routes départementales D 10, D 28 et D 41.

### Risques majeurs
Le territoire de la commune de Galan est vulnérable à différents aléas naturels : météorologiques (tempête, orage, neige, grand froid, canicule ou sécheresse), inondations, mouvements de terrains et séisme (sismicité modérée). Un site publié par le BRGM permet d'évaluer simplement et rapidement les risques d'un bien localisé soit par son adresse soit par le numéro de sa parcelle.
Certaines parties du territoire communal sont susceptibles d’être affectées par le risque d’inondation par débordement de cours d'eau, notamment la Petite Baïse et la Baisole. La cartographie des zones inondables en ex-Midi-Pyrénées réalisée dans le cadre du XIe Contrat de plan État-région, visant à informer les citoyens et les décideurs sur le risque d’inondation, est accessible sur le site de la DREAL Occitanie. La commune a été reconnue en état de catastrophe naturelle au titre des dommages causés par les inondations et coulées de boue survenues en 1982, 1999, 2000 et 2009,.
Galan est exposée au risque de feu de forêt. Un plan départemental de protection des forêts contre les incendies a été approuvé par arrêté préfectoral le 21 avril 2020 pour la période 2020-2029. Le précédent couvrait la période 2007-2017. L’emploi du feu est régi par deux types de réglementations. D’abord le code forestier et l’arrêté préfectoral du 27 octobre 2014, qui réglementent l’emploi du feu à moins de 200 m des espaces naturels combustibles sur l’ensemble du département. Ensuite celle établie dans le cadre de la lutte contre la pollution de l’air, qui interdit le brûlage des déchets verts des particuliers. L’écobuage est quant à lui réglementé dans le cadre de commissions locales d’écobuage (CLE)

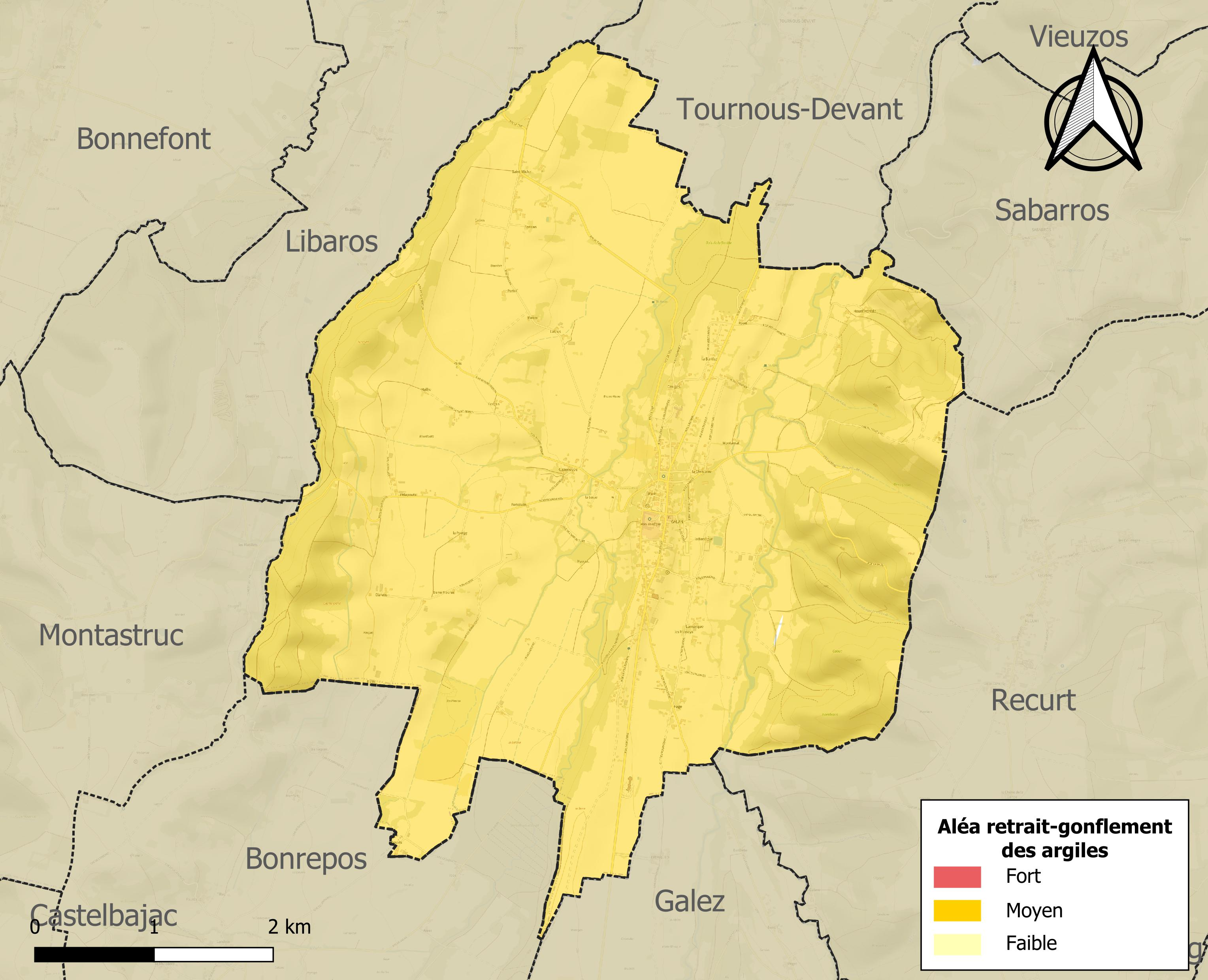
Carte des zones d'aléa retrait-gonflement des sols argileux de Galan.

Les mouvements de terrains susceptibles de se produire sur la commune sont des tassements différentiels.
Le retrait-gonflement des sols argileux est susceptible d'engendrer des dommages importants aux bâtiments en cas d’alternance de périodes de sécheresse et de pluie. La totalité de la commune est en aléa moyen ou fort (44,5 % au niveau départemental et 48,5 % au niveau national). Sur les 320 bâtiments dénombrés sur la commune en 2019, 320 sont en aléa moyen ou fort, soit 100 %, à comparer aux 75 % au niveau départemental et 54 % au niveau national. Une cartographie de l'exposition du territoire national au retrait gonflement des sols argileux est disponible sur le site du BRGM,.
Par ailleurs, afin de mieux appréhender le risque d’affaissement de terrain, l'inventaire national des cavités souterraines permet de localiser celles situées sur la commune.
Concernant les mouvements de terrains, la commune a été reconnue en état de catastrophe naturelle au titre des dommages causés par la sécheresse en 1989 et 2003 et par des mouvements de terrain en 1999.

## Toponymie

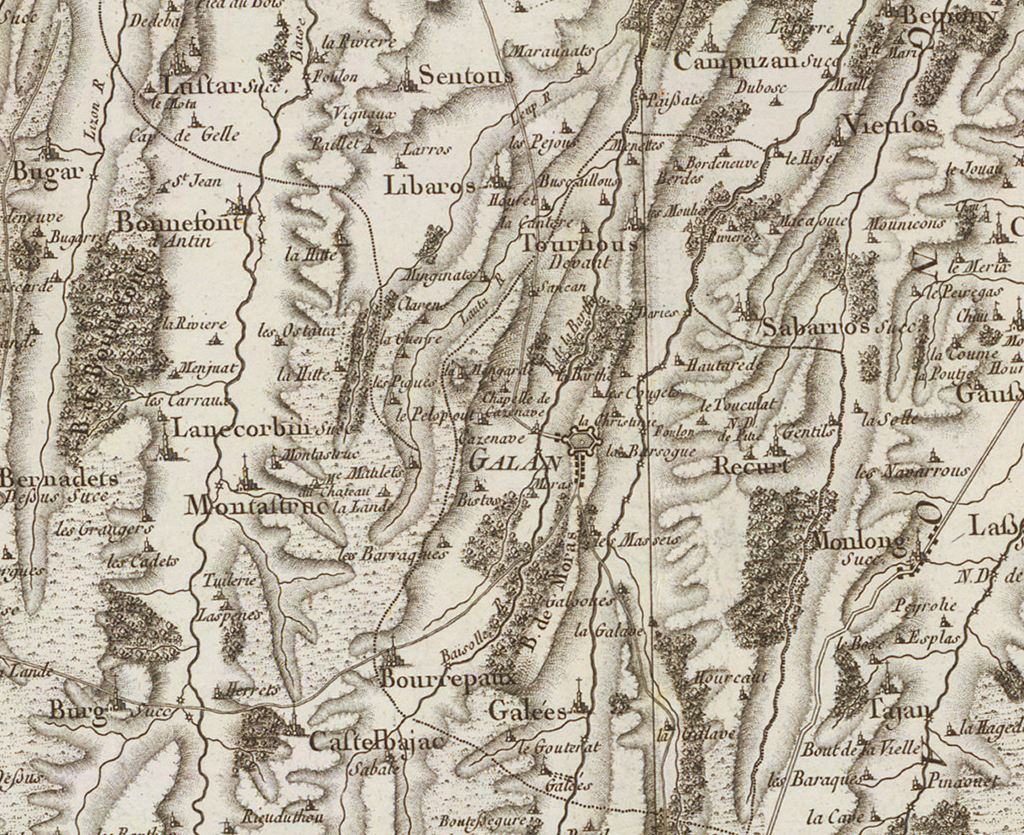
Extrait de la carte de Cassini (entre 1756 et 1789) situant Galan.

On trouvera les principales informations dans le Dictionnaire toponymique des communes des Hautes-Pyrénées de Michel Grosclaude et Jean-François Le Nail qui rapporte les dénominations historiques du village. Par le croisement de cette source avec d'autres, certaines corrections ou des compléments d'information ont dû être apportés.
Dénominations historiques  avec quelques éclairages
- Sancti Juliano de Galano, latin, dans les bulles papales de Pascal II (datée du 22 mars 1116) et de Calixte II (datée de 1123), confirme l’autorité de l’abbaye de Saint-Thibery sur le Prieuré de Galan; cfr:  https://gallicanismes.bnf.fr/ARKit:/12148/bpt6k58131437/f201.item. Le "Dictionnaire toponymique des communes des Hautes Pyrénées" fait allusion uniquement à une bulle du pape Gélase II  (1118-1119: 1 an et 5 jours) citant "Sancti Juliano de Galano". L'approfondissement de ce qu'on connaît du pontificat très bref de ce pape (en un an, il fut emprisonné à Rome, puis réussit à s'enfuir d'abord jusqu'à Marseille puis jusqu'à Cluny où, épuisé, il mourut) rend quasi impossible qu'il ait eu le temps de confirmer les biens de l'abbaye de Saint-Thibéry. Les bulles des papes Pascal II (dont Gélase II fut le successeur) et Callixte II (le successeur de Gélase II) sont, quant à elles, identifiables et analysables.
- Arnaldus de Gala, latin et gascon (1188, cartulaire de Berdoues) ; contrairement à ce qui est parfois considéré comme une référence, il est probable qu'elle ne fasse pas allusion à Galan. La mise en ligne de la copie numérique du travail de l'abbé Cazauran ne permet pas de la qualifier d'exacte. Ce sont soit Gala, soit Gaia, soit Oayan qui apparaissent. Dans le cartulaire de Berdouès recopié par l'abbé Cazauran (chanoine honoraire de l'archevêché d'Auch, archiprêtre de Mirande, 1904) on trouve deux allusions à un certain Arnaldus de Gaia/Gala/Oayan. La première se trouve dans l'introduction du travail d'analyse de l'abbé Cazauran ; on y apprend qu'Arnaldus fut frère convers de l'abbaye de Berdouès. Il est qualifié de magistère, professeur de grammaire et homme de lettres. Son surnom est Paladar (p. 14). La seconde allusion se trouve dans le recopiage du cartulaire par le même abbé Cazauran à la p. 421. On y apprend qu'Arnaldus est témoin du don que font Flos de Peiramod et Pierre de Zestai de terres entre Peiramod et SaWaian à l'abbé de Berdouès et à ses moines présents et futurs.: "... magister Arnaldus de Gaian, Arnaldus qui vocatur Paladar". Il faudrait retrouver une copie fiable du travail de l'abbé de Cazauran. Le lien ci-après est une copie numérisée réalisée par Google qui ne reconnaît pas convenablement les noms propres. Peiramod, Esparsac, SaWaian et Gala/Gaia/Oayan ne sont pas identifiables. https://archive.org/stream/cartulairedeber00cazagoog/cartulairedeber00cazagoog_djvu.txt
- Arnaldus de Galan, latin et gascon (1204, Ibid.) ;
- ad Galanum, latin (1213, Ibid.) publié par l’abbé Cazauran, chanoine honoraire d’Auch. Charte 3381 dans Archives du Grand Séminaire d’Auch
- en 1267: sentence arbitrale rendue d'une part l'abbé Brémond de Saint-Thibéry, le prieur du « monastère » de Galan, Guillaume Genez et les moines de Galan et, d'autre part, l’archevêque d’Auch, Ameniez II . Cette sentence qui est retranscrite dans l’ouvrage de Don Brugèles, est considérée par Stéphane Abadie, historien, comme le document le plus fiable. Cette charte fut consacrée par maître Robert, notaire à Galan, portant sentence arbitrale rendue par Améric d'Aviron, abbé de Tasque (dans le Gers). In[23]:
- 1315 (paréage) et 1318, Galan s’associe au pouvoir royal pour structurer l’habitat et fonder une bastide dotée de consuls et d’une armoirie.
- 10 mai 1349: le roi donne en patente une rente affectée sur les lieux de Galan, Galazet (Galez) et Bourrepaux (Bonrepos) en faveur du mariage de Gaston Fébus de Foix avec Agnès de Navarre. Patente rendue à Villeneuve-le-Gimont. Source: revue d’Aquitaine et du Languedoc, 7ème année, Tome 7, p. 41. Malgré quelques années heureuse, le couple se sépare en 1362 peu après la victoire de Gaston Fébus à la bataille de Launac. La dote de 20.000 livres tournois promise par la reine Jeanne de Navarre pour le mariage de sa fille n'aurait jamais été versée. Agnès rejoint sa famille, mais Gaston garde la patente pour lui. Durant l’été 1380, Gaston Fébus, malencontreusement, assassine leur fils unique de 18 ans dans un accès de colère ("on" raconte qu'on lui aurait conseillé de faire manger un philtre d'amour à son père pour qu'il se réconcilie avec sa mère. Mais Gaston Fébus aurait découvert que ce philtre contenait de l'arsenic). Gaston Fébus n'a donc plus d'héritier. Il négocie avec le roi Charles VI durant l'hiver 1389-1390 un traité par lequel, en échange de grosses sommes d'argent et de reconnaissances territoriales, le comte fait du roi son héritier. Galan était résté dans l’escarcelle de Gaston Fébus, mais, sans enfant légitime, c'est son cousin détesté, Mathieu de Foix-Castelbon, qui aurait dû hériter. Les sources divergent quant à la façon dont Matthieu a pris possession de l'héritage. Les unes prétendent que c'est l'Etat du Béarn qui aurait remis une forte somme au roi. D'autres sources affirment qu'il en a pris possession par la force et comme le roi était en guerre "on" aurait conseillé à ce dernier d'abandonner la partie et de confirmer Matthieu de Foix-Castelbon comme héritier. Matthieu de Foix-Castelbon se marie avec Jeanne d’Aragon, fille de Jean 1er, roi d’Aragon. Mais Matthieu meurt en 1398 et laisse le couple sans enfant. C’est donc la sœur de Matthieu qui hérite.  Il s’agit d’Isabelle de Castelbon, la maman du cardinal Pierre de Foix (dit l'Ancien) qui est son 5ème enfant. Et c’est lui qui, plus que probablement, hérite de la fameuse patente sur Galan, Galazet et Bourrepaux vers 1430. En 1455, s'accordant avec Antoine de Rosène, abbé de l'abbaye de Saint-Thibéry dont dépendait le Prieuré de Galan, Pierre de Foix consacre sa patente et les bénéfices que les moines tiraient encore de Galan pour faire construire le Collège de Foix à Toulouse. C'est ce collège qui, à la mort de Pierre de Foix (13 décembre 1464), est désigné comme le légataire universel du Cardinal.
- de Galano, latin (1383-1384, procuration Auch ; 1405, décime d'Auch ; etc.) .
- Galan, Gualan (1429, censier de Bigorre) .
- Galan (fin XVIIIe siècle, carte de Cassini).

Nom occitan : Galan.

## Histoire
Jusqu'à la Révolution, la paroisse de Galan avec les paroisses voisines de Recurt, Montlong, Bonnefont, Rejaumont, Libaros, Sentous, Uglas, Galés (Galez), Tournous-Devant, Bonrepos formaient une des nombreuses enclaves de la Jugerie de Rivière-Verdun. Elle est située entre l'Astarac et le Magnoac.

D'après la carte du Béarn, de la Bigorre, de l'Armagnac et des pays voisins par Guillaume Delisle (1712). Sur la carte de A.H. Jaillot (1695) intitulée « les Eslections de Comenge, d'Estarac, partie de celles de Rivière-Verdun, d'Armagnac, le pays des quatre vallées, le Nébouzan et le Comté de Foix », seule la paroisse de Campistrou ne ferait pas partie de cette enclave. Sur la carte de Cassini (n°75), seules les paroisses voisines de Recurt, Galés (Galez), Tournous-Devant et Bonrepos feraient partie de cette enclave.

### Cadastre napoléonien de Galan
Le plan cadastral napoléonien de Galan est consultable sur le site des archives départementales des Hautes-Pyrénées.

## Politique et administration

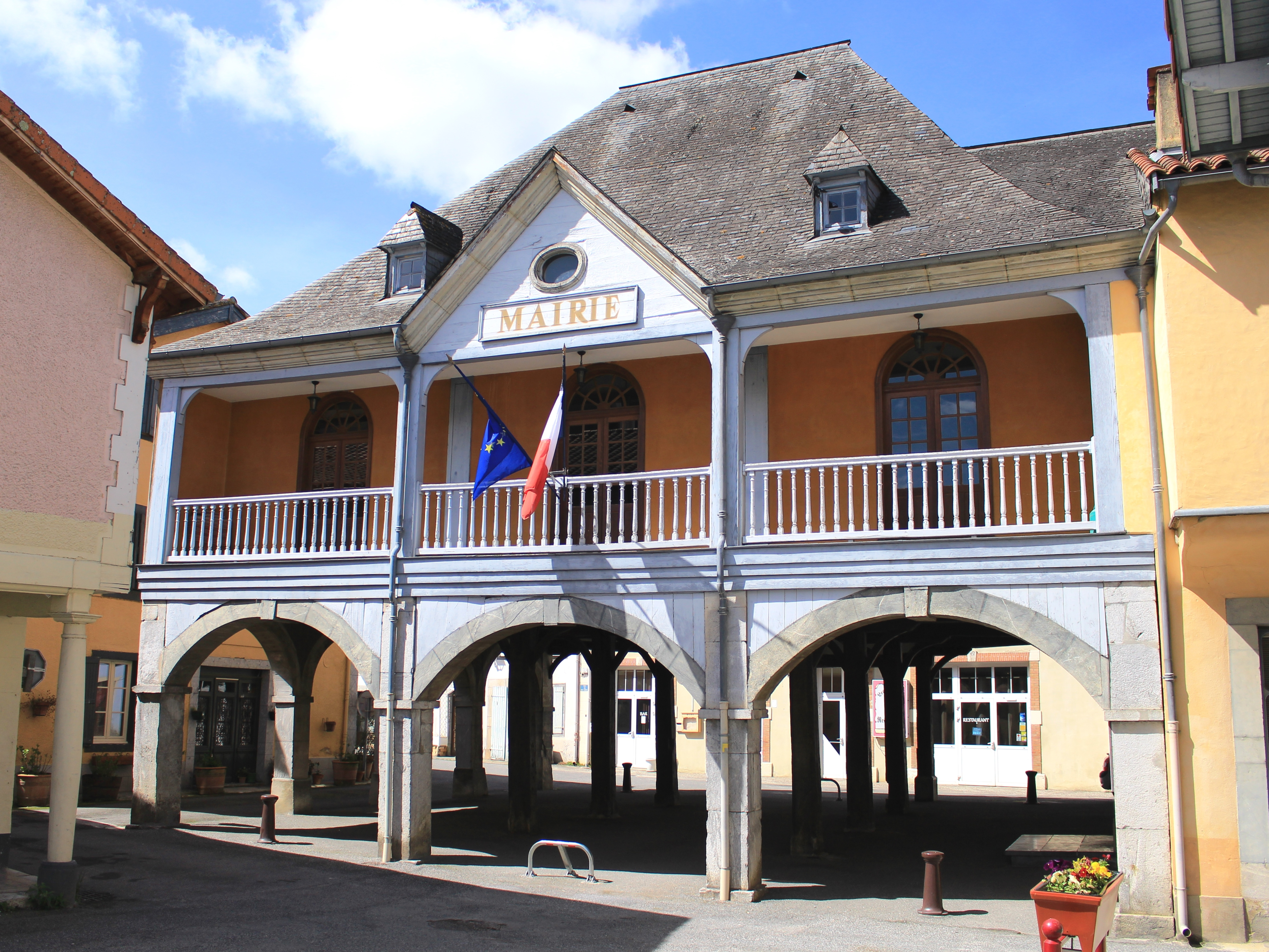
La mairie en 2018.

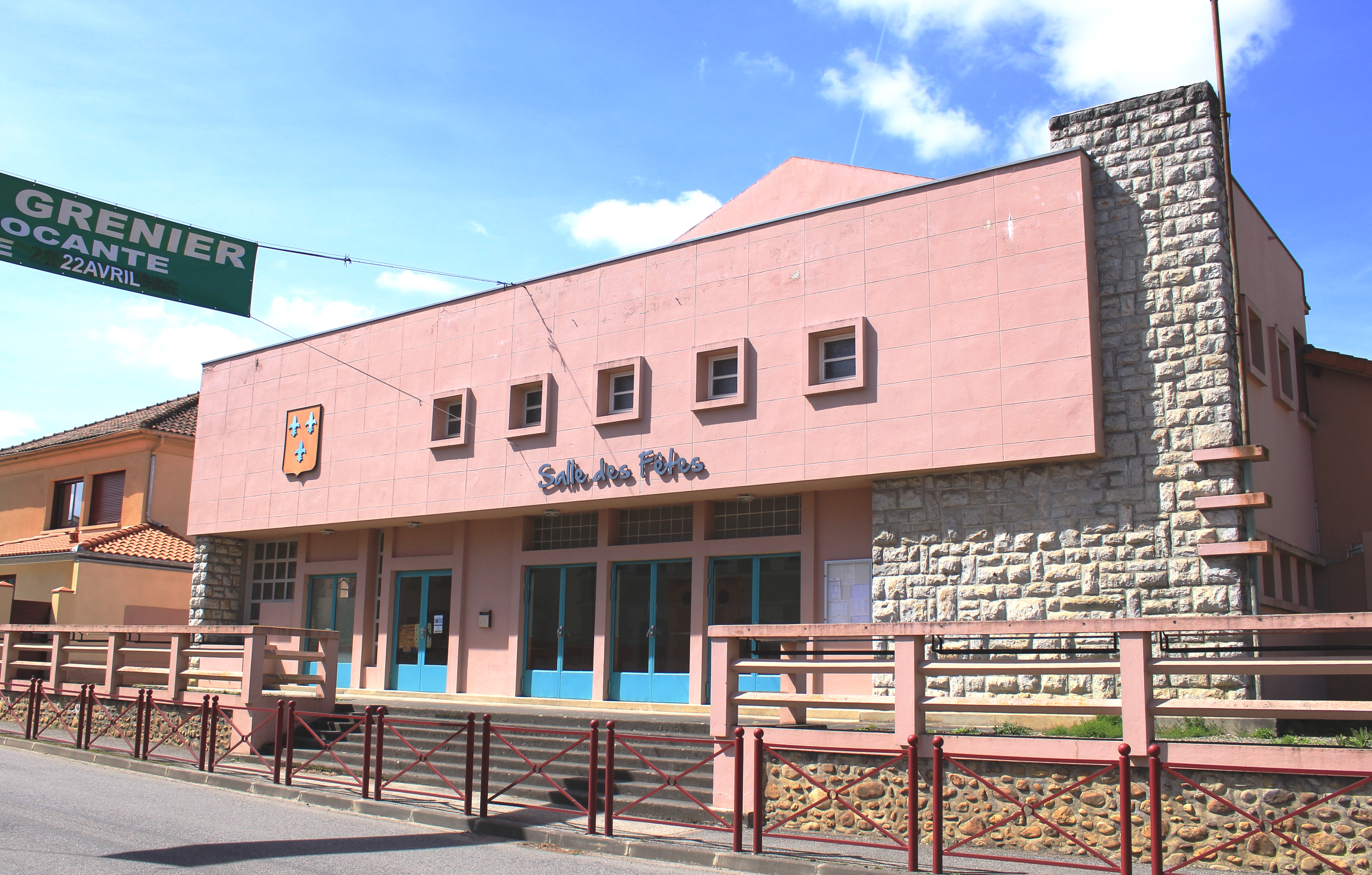
Le foyer rural en 2018.

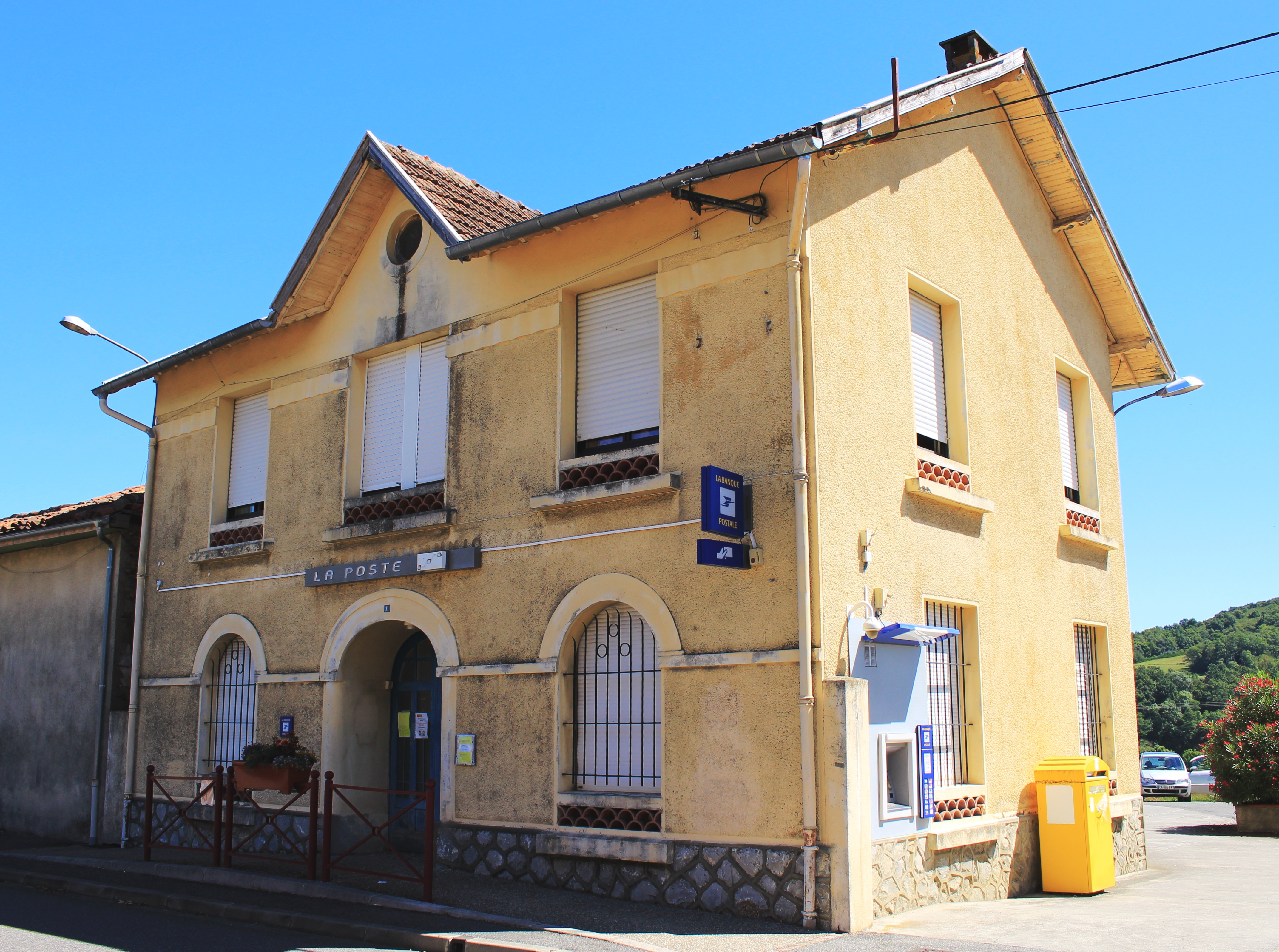
La Poste en 2020.

### Liste des maires
| Période                                  | Période   | Identité      | Étiquette | Qualité            |
| ---------------------------------------- | --------- | ------------- | --------- | ------------------ |
| Les données manquantes sont à compléter. |           |               |           |                    |
|                                          |           |               |           |                    |
|                                          | 2008      | André Lapeyre | UDF       | Conseiller général |
| mars 2008                                | mars 2020 | Alain Ducasse |           |                    |
| mars 2020                                | En cours  | Martine Labat |           |                    |

### Rattachements administratifs et électoraux

#### Historique administratif
Sénéchaussée de Toulouse, élection de Rivière-Verdun, chef-lieu de canton de Galan (depuis 1790).Perd en 1863 un quartier rattaché à Tournous-Devant.

#### Intercommunalité
Galan appartient à la communauté de communes du Plateau de Lannemezan Neste-Baronnies-Baïses créée en janvier 2017 et qui réunit 57 communes.

### Services publics
La commune de Galan dispose d'une agence postale.

## Population et société

### Démographie

#### Évolution démographique

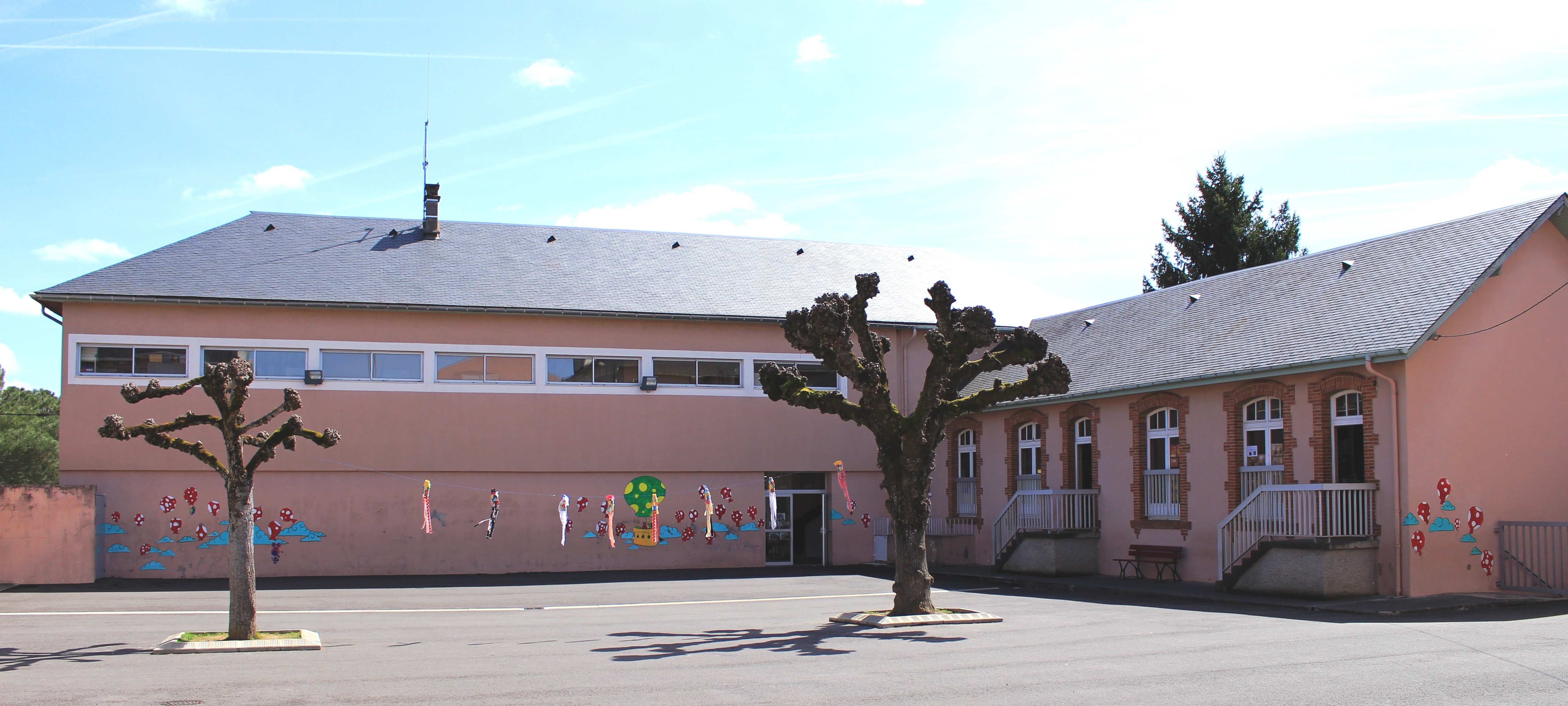
L’école primaire en 2018.

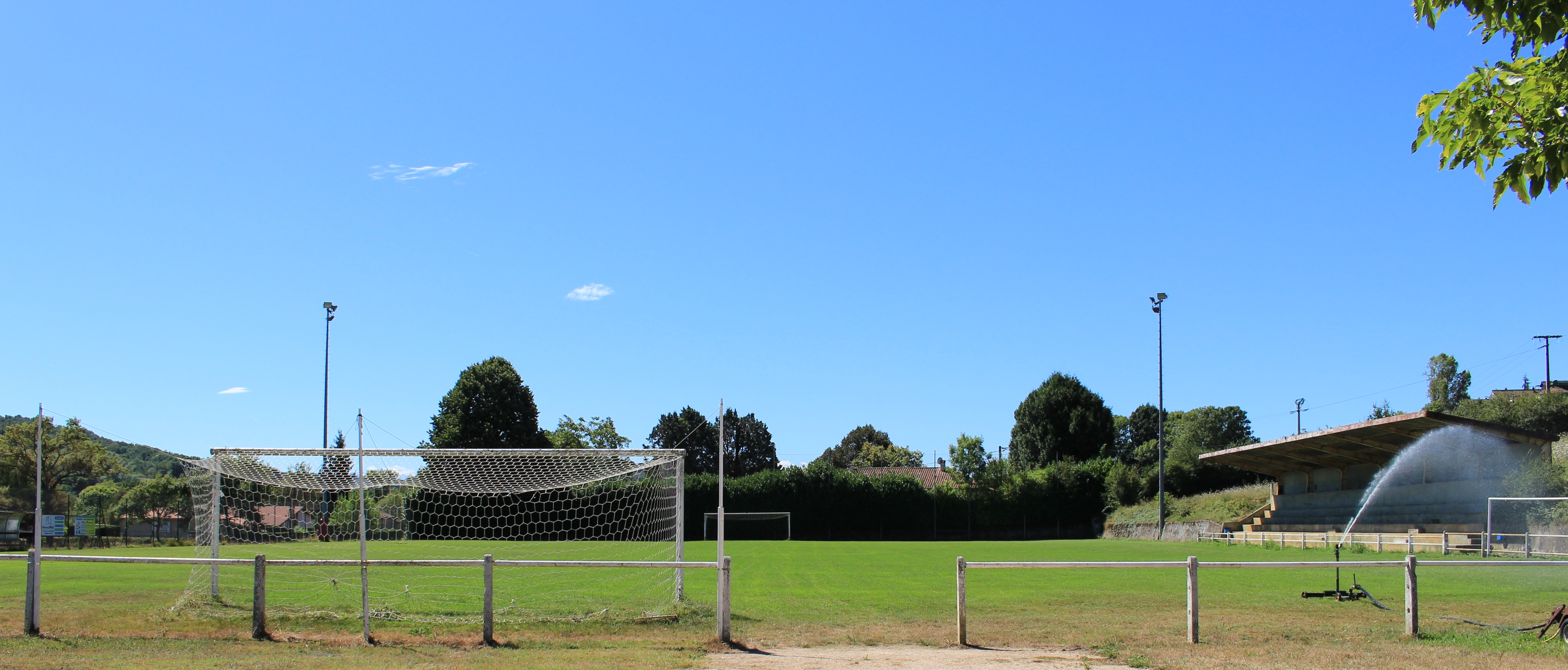
Le stade de football Georges-Sabatier en 2020.

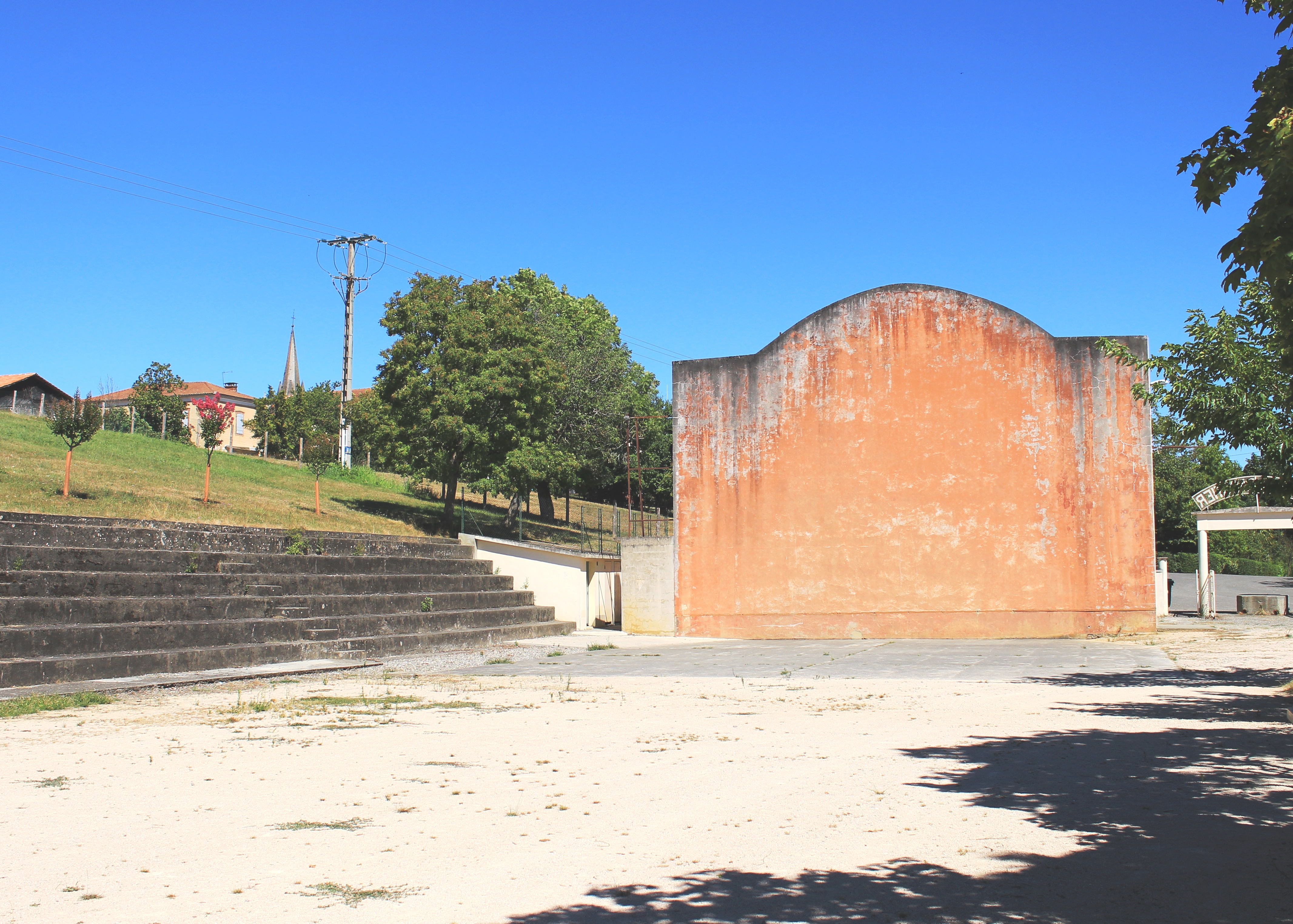
Le fronton en 2020.

| 1793  | 1800 | 1806  | 1821  | 1831  | 1836  | 1841  | 1846  | 1851  |
| ----- | ---- | ----- | ----- | ----- | ----- | ----- | ----- | ----- |
| 1 083 | 996  | 1 035 | 1 143 | 1 145 | 1 351 | 1 332 | 1 417 | 1 426 |

| 1856  | 1861  | 1866  | 1876  | 1881  | 1886  | 1891  | 1896  | 1901  |
| ----- | ----- | ----- | ----- | ----- | ----- | ----- | ----- | ----- |
| 1 400 | 1 249 | 1 300 | 1 270 | 1 218 | 1 245 | 1 166 | 1 055 | 1 007 |

| 1906 | 1911 | 1921 | 1926 | 1931 | 1936 | 1946 | 1954 | 1962 |
| ---- | ---- | ---- | ---- | ---- | ---- | ---- | ---- | ---- |
| 958  | 944  | 906  | 906  | 902  | 872  | 765  | 811  | 852  |

| 1968 | 1975 | 1982 | 1990 | 1999 | 2006 | 2008 | 2013 | 2018 |
| ---- | ---- | ---- | ---- | ---- | ---- | ---- | ---- | ---- |
| 947  | 931  | 917  | 849  | 804  | 757  | 744  | 733  | 704  |

| 2022 | - | - | - | - | - | - | - | - |
| ---- | - | - | - | - | - | - | - | - |
| 698  | - | - | - | - | - | - | - | - |

### Enseignement
La commune dépend de l'académie de Toulouse. Elle dispose d’une école en 2017.
- École primaire.

### Sports
- Galan possède un club de football : union sportive des coteaux

## Économie

### Revenus
En 2018, la commune compte 272 ménages fiscaux, regroupant 529 personnes. La médiane du revenu disponible par unité de consommation est de 20 370 € (20 420 € dans le département).

### Emploi
|                | 2008  | 2013  | 2018  |
| -------------- | ----- | ----- | ----- |
| Commune        | 7,2 % | 9,7 % | 8,4 % |
| Département    | 7,7 % | 9,4 % | 9,8 % |
| France entière | 8,3 % | 10 %  | 10 %  |

En 2018, la population âgée de 15 à 64 ans s'élève à 287 personnes, parmi lesquelles on compte 66,6 % d'actifs (58,2 % ayant un emploi et 8,4 % de chômeurs) et 33,4 % d'inactifs,. Depuis 2008, le taux de chômage communal (au sens du recensement) des 15-64 ans est inférieur à celui de la France et du département.
La commune fait partie de la couronne de l'aire d'attraction de Lannemezan, du fait qu'au moins 15 % des actifs travaillent dans le pôle,. Elle compte 241 emplois en 2018, contre 244 en 2013 et 257 en 2008. Le nombre d'actifs ayant un emploi résidant dans la commune est de 175, soit un indicateur de concentration d'emploi de 137,5 % et un taux d'activité parmi les 15 ans ou plus de 30,9 %.
Sur ces 175 actifs de 15 ans ou plus ayant un emploi, 54 travaillent dans la commune, soit 31 % des habitants. Pour se rendre au travail, 85,7 % des habitants utilisent un véhicule personnel ou de fonction à quatre roues, 1,7 % les transports en commun, 6,8 % s'y rendent en deux-roues, à vélo ou à pied et 5,7 % n'ont pas besoin de transport (travail au domicile).

## Culture locale et patrimoine

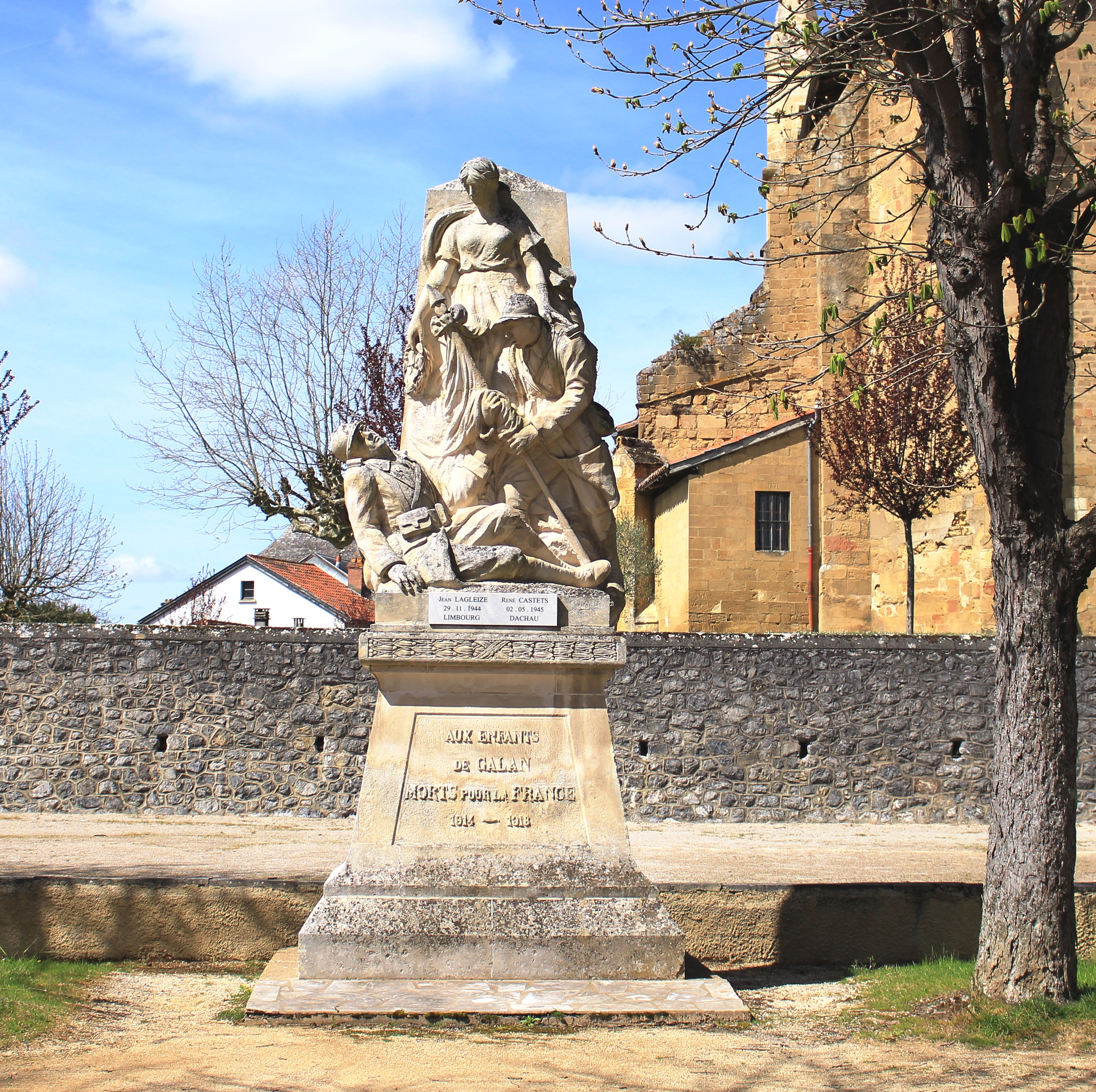
Le Monument aux morts, œuvre de Georges Vivent.

La confrérie de la Tourte Pyrénéenne
Début août, elle organise chaque année la fête de la tourte pyrénéenne  ainsi que son « championnat de France » de la meilleure tourte dans trois catégories différentes: amateurs, enfants et professionnels. Le lancement de cette manifestation populaire eut lieu en 2019.

### Lieux et monuments
- Église Saint-Julien de Galan. L'édifice a été inscrit au titre des monuments historiques en 1944[33].
- L'Hôtel de ville, est inscrit lui aussi au monument historique.
- Le Monument aux morts municipal œuvre de Georges Vivent.

Sélection de vues de l'église Saint-Julien.
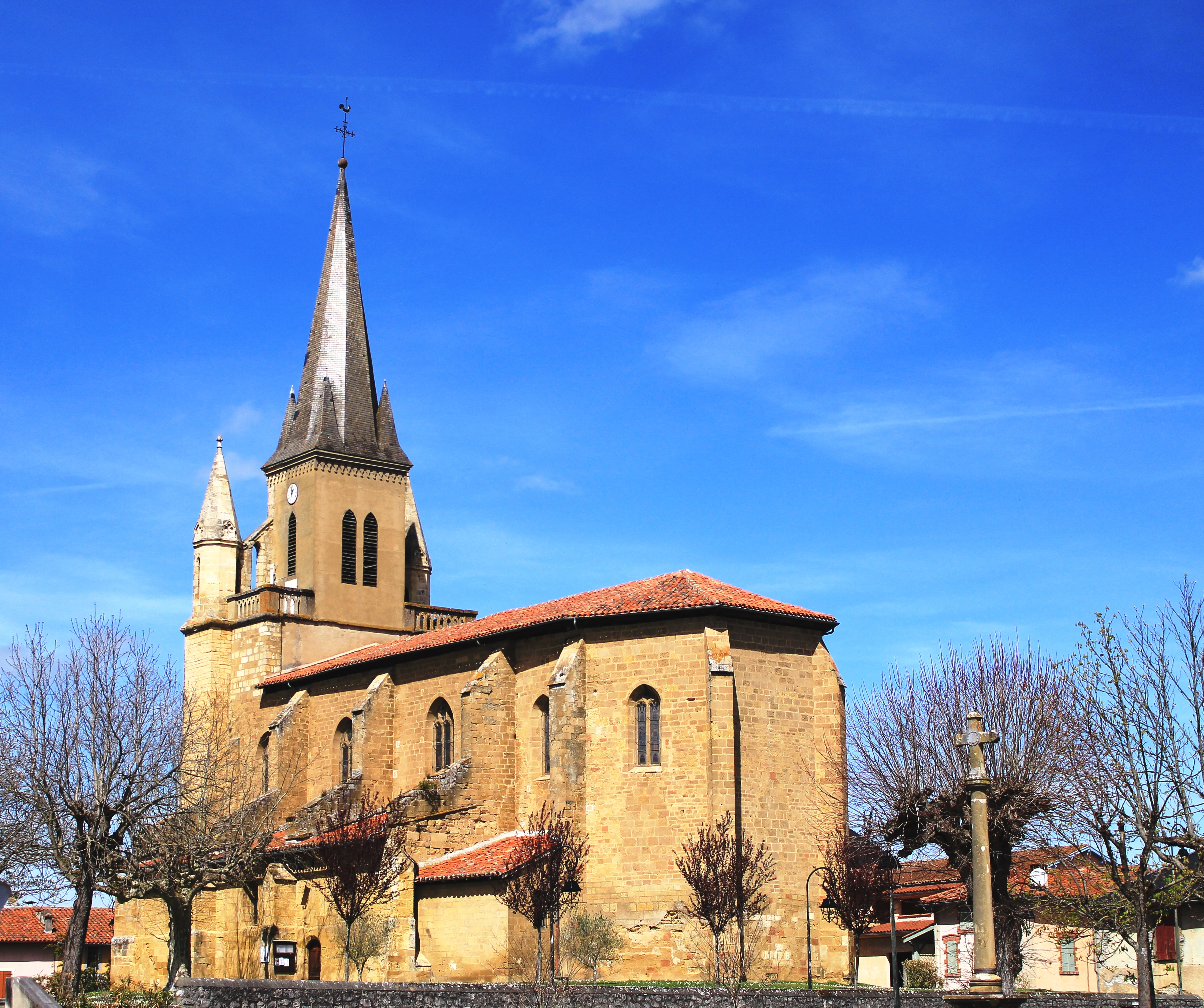
L'église en 2018.
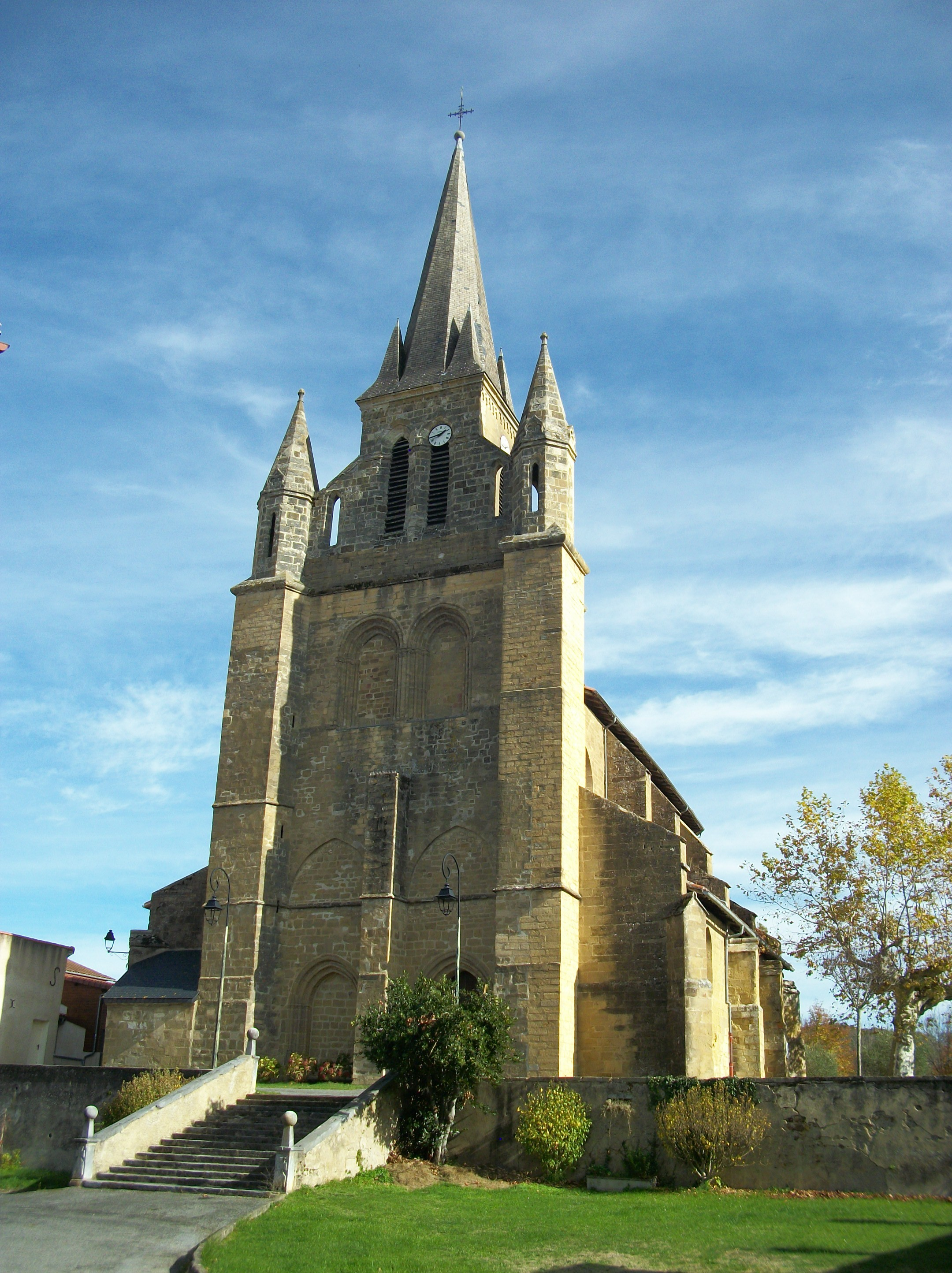
La tour clocher
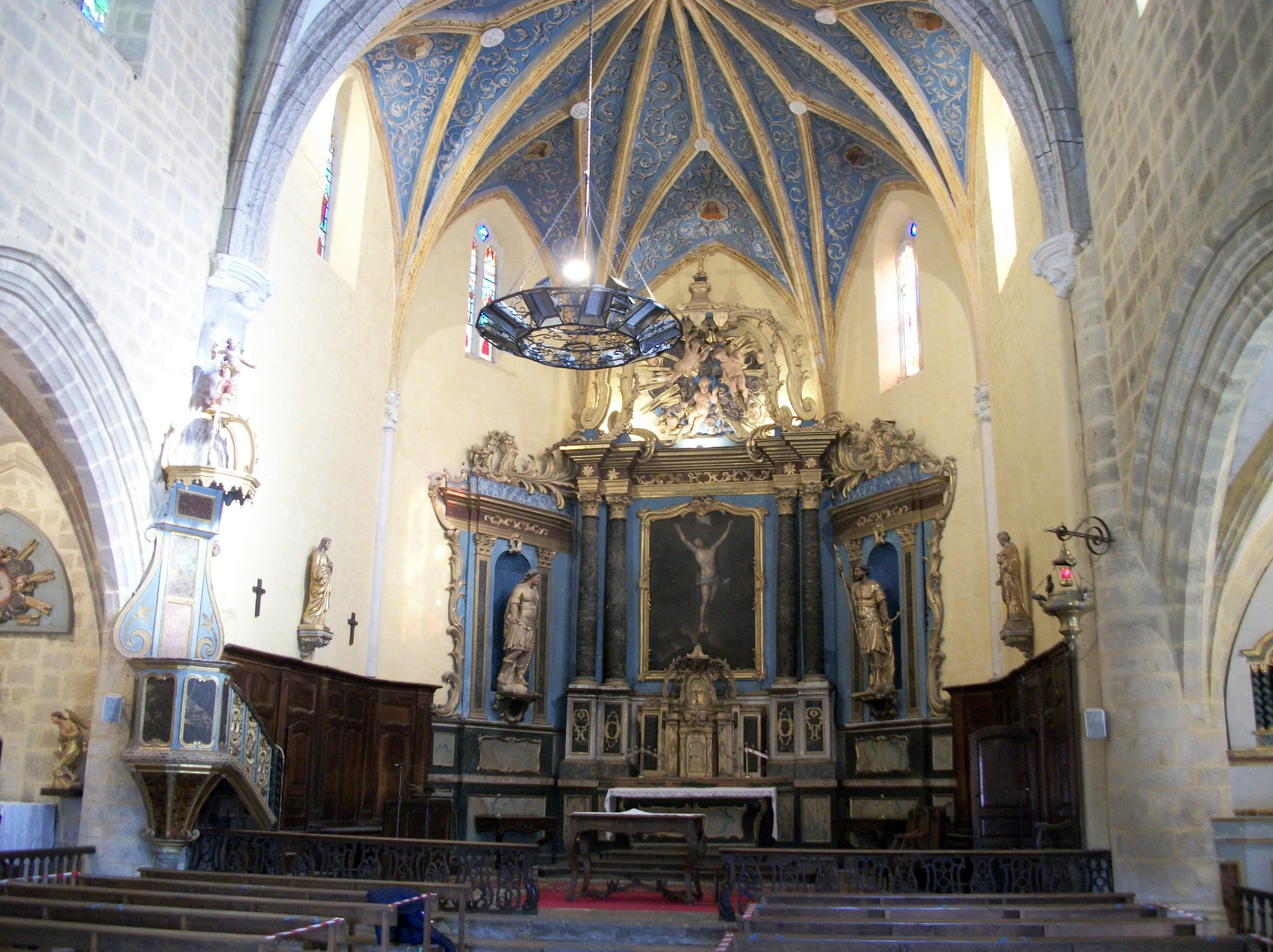
Le Chœur avec le retable monumental
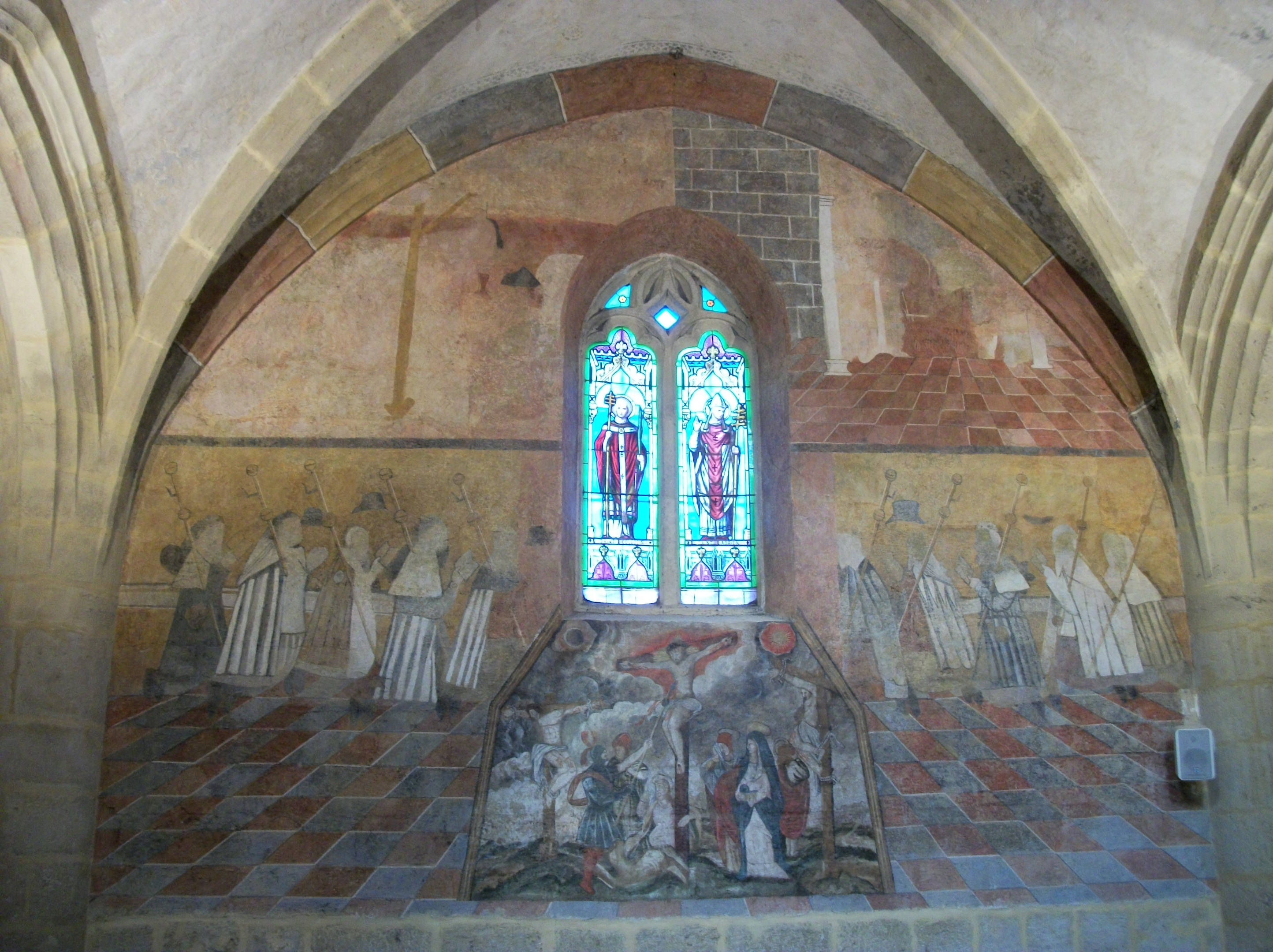
Partie latérale gauche. Vitraux et Peintures mural représentant, au centre, la crucifixion de Jésus, et à gauche et à droite, des pèlerins

### Personnalités liées à la commune
Françoise Bertin, comédienne, décédée à Galan le 26 octobre 2014.
Willy Holt, chef décorateur de cinéma et survivant des camps de concentration, a vécu sa jeunesse à Galan.

### Héraldique
| Blason | Blasonnement : D'or à trois fleurs de lys d'azur. Commentaires : Blason officiel vérifié auprès de la mairie. |